# Ib Spang Olsen
Ib Spang Olsen, född 11 juni 1921 i Köpenhamn, död 15 januari 2012 i Köpenhamn, var en dansk illustratör och författare.
Olsen tog lärarexamen 1943 och studerade därefter på konstakademien i Köpenhamn 1945-1949 samt på Den Grafiske Skole 1947-1949. Han var därefter anställd som lärare på Bernadotteskolen under åren 1952-1961, var ordförande för Kulturministeriets arbetsgrupp för Barn och Kultur 1982-1990 och medlem av Akademirådet.
Han var speciellt känd för sina frodiga och rustika illustrationer till böcker, bokomslag och Halfdan Rasmussens barnböcker med rim och ramsor; men han har också givit ut egna böcker.
Olsen var far till författaren och skådespelaren Martin Spang Olsen och filmregissören Lasse Spang Olsen.